# Museum of North Carolina Minerals
Le Museum of North Carolina Minerals est un musée américain situé à Gillespie Gap, dans le comté de Mitchell, en Caroline du Nord. Cette attraction de la Blue Ridge Parkway est abritée dans un bâtiment construit selon le style rustique du National Park Service.